# Lophuromys
Lophuromys (Peters, 1874) è un genere di Roditori della famiglia dei Muridi, comunemente noti come topi dal pelo a spazzola.

## Descrizione

### Dimensioni
Al genere Lophuromys appartengono roditori di piccole dimensioni, con lunghezza della testa e del corpo tra 84 e 165 mm, la lunghezza della coda tra 24 e 148 mm e un peso fino a 101 g.

### Caratteristiche craniche e dentarie
Il cranio è corto e largo, privo di costrizioni inter-orbitali. Le creste sopra-orbitali sono assenti o poco sviluppate. Il palato è largo, la bolla timpanica è di normali proporzioni. I fori palatali sono molto lunghi e larghi. Gli incisivi sono inclinati leggermente in avanti.
Sono caratterizzati dalla seguente formula dentaria:

### Aspetto
La pelliccia è generalmente lunga, lucida e densa. I singoli peli sono insolitamente appiattiti e affusolati verso l'estremità. Alcune specie hanno una fine striatura del dorso che varia dal bianco all'arancione. Il corpo è tozzo, il muso è appuntito e gli occhi sono relativamente piccoli. Le zampe sono corte. La coda è lunga quanto la testa ed il corpo nel sottogenere Kivumys, mentre è più corta nelle altre. Le zampe anteriori hanno 5 dita, con il mignolo fortemente ridotto. Sono munite di artigli ben sviluppati, come anche nelle dita dei piedi. I piedi sono corti, con le 3 dita centrali lunghe e le due esterne ridotte.

## Distribuzione
Questo genere è diffuso nell'Africa subsahariana.

## Tassonomia
Il genere comprende 23 specie.
- Sottogenere Lophuromys - La coda è più corta della testa e del corpo.
  - Complesso della specie L.flavopunctatus - La pelliccia è screziata.
    - Lophuromys brevicaudus
    - Lophuromys chercherensis
    - Lophuromys chrysopus
    - Lophuromys cinereus
    - Lophuromys dieterleni
    - Lophuromys dudui
    - Lophuromys eisentrauti
    - Lophuromys flavopunctatus
    - Lophuromys kilonzoi
    - Lophuromys melanonyx
    - Lophuromys menageshae
    - Lophuromys stanleyi
    - Lophuromys verhageni
    - Lophuromys zena

  - Complesso della specie L.sikapusi - La pelliccia non è screziata.
    - Lophuromys huttereri
    - Lophuromys nudicaudus
    - Lophuromys pseudosikapusi
    - Lophuromys rahmi
    - Lophuromys roseveari
    - Lophuromys sikapusi
- Sottogenere Kivumys - La coda è lunga quanto la testa e il corpo.
  - Lophuromys luteogaster
  - Lophuromys medicaudatus
  - Lophuromys woosnami